# Златія (Добрицька область)
Златі́я (болг. Златия) — село в Добрицькій області Болгарії. Входить до складу общини Добричка.

## Населення
За даними перепису населення 2011 року у селі проживали 99 осіб.
Національний склад населення села:
| Національність   | Кількість осіб | Відсоток |
| ---------------- | -------------- | -------- |
| болгари          | 87             | 90,6%    |
| турки            | 3              | 3,1%     |
| цигани           | 0              | 0%       |
| інша             | 6              | 6,3%     |
| не визначились   | 0              | 0%       |
| Всього відповіли | 96             |          |

Розподіл населення за віком у 2011 році:
Динаміка населення: